# Stanisław Posner
Stanisław Posner, właściwie Salomon Posner pseud. Henryk Bezmaski (ur. 21 października 1868 w Kucharach, zm. 8 maja 1930 w Piorunowie) – polski działacz socjalistyczny, senator I i II kadencji w II RP, prawnik i publicysta. 

## Życiorys
Pochodził z żydowskiej rodziny osiadłej na Mazowszu. Uczył się w II Gimnazjum w Warszawie. W 1893 ukończył prawo na Cesarskim Uniwersytecie Warszawskim i już wtedy zaangażował się w działalność polityczną. W czasie rewolucji 1905 roku był członkiem Polskiej Partii Socjalistycznej. Pisał artykuły do liberalnej Nowej Gazety, nieoficjalnego organu Związku Postępowo-Demokratycznego. Po rozłamie w PPS, wstąpił do PPS-Frakcji Rewolucyjnej.
W 1913 wraz z Karolem Lutostańskim, Szymonem Rundsteinem i Zygmuntem Nagórskim był współzałożycielem czasopisma „Themis Polska”.
W latach 1910–1919 mieszkał we Francji, gdzie w czasie I wojny światowej zaangażował się w akcję propagandową na rzecz niepodległości Polski. W 1921 został jednym ze współzałożycieli i współkierowników Ligi Obrony Praw Człowieka i Obywatela.
W latach 1922–1930 sprawował mandat senatora I i II kadencji z okręgu Kielce, a przez dwa ostatnie lata życia był wicemarszałkiem Senatu. Od 1925 pełnił funkcję wiceprzewodniczącego Zarządu Głównego Towarzystwa Uniwersytetu Robotniczego. Aktywny działacz masonerii, do śmierci należał do Wielkiego Wschodu Francji.
Mieszkał w Warszawie na ulicy Chmielnej 60 ze znanym lekarzem, swoim przyjacielem, Edwardem Flatauem, był też świadkiem na ślubie Flataua w lipcu 1926 roku. Jest opisany m.in. przez Ludwika Krzywickiego. Jest pochowany na Cmentarzu Ewangelicko-Augsburskim na Młynarskiej w Warszawie (aleja 30, grób 43).
Brat Malwiny Garskiej, pseud. Maria Zabojecka (1872–1932).

## Publikacje
- Prawo a życie. Główne zagadnienia literatury prawa handlowego w ostatnim dziesięcioleciu, Warszawa 1900,
- Władysław Andrychiewicz (1848-1902). Wspomnienie pozgonne, Warszawa 1902,
- Drogi samopomocy społecznej. Szkice i wrażenia, Warszawa 1903,
- Nad otchłanią. W sprawie handlu żywym towarem. Część I, Warszawa 1903,
- Nauki społeczne w szkole wyższej, Warszawa 1905,
- Japonia. Państwo i prawo, Warszawa 1906,
- Demokratyzacja Finlandii, Warszawa 1906,
- Deklaracja praw człowieka i obywatela, Warszawa 1907,
- Domy ludowe w Belgji, Wilno 1907,
- Ludwik Gumplowicz (1838-1909). Zarys życia i pracy, Warszawa 1911,
- Autonomia Irlandyi. Home Rule, Warszawa 1913,
- Demokracja i jej wrogowie. Konstytucja polska z dn. 17 marca 1921 r., Warszawa 1925,
- Liga Narodów. Jej pochodzenie, jej cele, jej organizacja, Warszawa 1925,
- Pięć lat pracy w senacie Rzeczypospolitej 1922-1927, Warszawa 1928,
- Wspomnienia dzieciństwa, Kraków 1929,
- Z bliska i z daleka. Książka dla młodzieży i wychowawców, Warszawa 1930.